# Irma Capece Minutolo di Canosa
Irma Capece Minutolo  (Nápoles, 6 de agosto de 1935-Roma, 7 de junio de 2023) fue una cantante de ópera y actriz italiana. Fue la última pareja del rey Faruq I de Egipto.

## Biografía
Capece Minutolo estudió canto lírico en la década de 1950 y participó en espectáculos de ópera durante varios años, y también actuó en algunas películas. En una entrevista concedida en 2005, Capece Minutolo declaró que se había casado con Faruq I cuando este se había exiliado en Italia "según la tradición islámica", cuando ella tenía apenas dieciséis años. 
Sin embargo esta declaración fue cuestionada ya que esa circunstancia debería haber ocurrido en 1951, cuando el rey Faruq se casó con su segunda mujer, Narriman Sadek. Otras fuentes indicaron que en realidad Capece Minutolo se vinculó con Faruq cuando ella tenía en realidad 19 años. En posteriores entrevistas y reportajes realizados antes de la muerte de Faruq I se menciona su relación sentimental con Capece Minutolo pero no se indica ningún matrimonio entre ellos.

## Filmografía
- Napoletani a Milano (1953)
- Siamo Ricchi e Poveri (1954)
- Young Toscanini
- Mutande Pazze (1992)
- Boom (1992)
- Fantozzi 2000: La Clonazione (1999)